# Leichtathletik-Weltcup 1998
Der 8. Leichtathletik-Weltcup fand vom 11. bis zum 13. September 1998 im Johannesburg-Stadion von Johannesburg (Südafrika) statt. 
Es nahmen 334 Athleten aus 59 Nationen teil. Sieger wurde bei den Männern die Mannschaft von Afrika und bei den Frauen die Mannschaft der Vereinigten Staaten.

## Punktevergabe
| Platz | Punkte |
| ----- | ------ |
| 1     | 8      |
| 2     | 7      |
| 3     | 6      |
| 4     | 5      |
| 5     | 4      |
| 6     | 3      |
| 7     | 2      |
| 8     | 1      |

## Endstand

### Männer
| Platz | Team                   | Punkte |
| ----- | ---------------------- | ------ |
| 1     | Afrika                 | 111    |
| 2     | Europa                 | 110    |
| 3     | Deutschland            | 103    |
| 4     | Amerika                | 098    |
| 5     | Vereinigtes Königreich | 090    |
| 6     | Vereinigte Staaten     | 086    |
| 7     | Asien                  | 065    |
| 8     | Ozeanien               | 054    |

### Frauen
| Platz | Team               | Punkte |
| ----- | ------------------ | ------ |
| 1     | Vereinigte Staaten | 96     |
| 2     | Europa             | 94     |
| 3     | Afrika             | 88     |
| 4     | Russland           | 87     |
| 5     | Amerika            | 81     |
| 6     | Deutschland        | 75     |
| 7     | Asien              | 45     |
| 8     | Ozeanien           | 42     |